# St. George (Carolina del Sud)
St. George è un comune degli Stati Uniti d'America, situato in Carolina del Sud, nella Contea di Dorchester.